# 池上季実子
池上 季実子（いけがみ きみこ、1959年〈昭和34年〉1月16日 - ）は、日本の女優・タレント。本名：臼井 季実子。
アメリカ・ニューヨーク生まれ、京都府京都市、東京都育ち。堀越高等学校卒業。祖父は歌舞伎役者の八代目 坂東三津五郎、叔父は九代目 坂東三津五郎、従兄は十代目 坂東三津五郎。身長156cm（1976年4月）、B80cm、W52cm、H86cm（1980年10月時点）。

## 略歴
商社勤務の父と歌舞伎役者の八代目 坂東三津五郎の次女である母のもと、アメリカ・ニューヨークで誕生。父の仕事の関係でニューヨーク・マンハッタンで3歳まで暮らし、帰国後は京都市内の吉田神社にほど近い母方祖父の家に住んだが、これは、京都と東京の2拠点に家を構え活躍していた八代目三津五郎が、次第に東京での活動が中心となり、京都宅には年に1～2度しか滞在できないほど留守がちとなったことによる。季実子は三津五郎の孫であるにもかかわらず、実父の方針により、芸事や習い事を一切禁じられて育った。小学校を卒業後、両親の別居に伴い母・弟とともに東京へ転居し、中学・高校時代を東京で過ごした。
叔父は歌舞伎役者の九代目 坂東三津五郎で、従兄には五代目 坂東八十助（後の十代目 坂東三津五郎）がおり、中学時代は頻繁に五代目八十助宅に泊まりに行くなど「お兄ちゃん」と呼んで親しくしていた。十代目三津五郎の薦めで女優の道へと進む。中学2年生の時に五代目 八十助主演の少年ドラマシリーズ「姉弟」の収録の見学に誘われて、NHKのスタジオに訪れた際に、スタジオ内でプロデューサーから「次のドラマの主役とかやってみる?」とスカウトされ、1974年にNHKの少年ドラマシリーズ『まぼろしのペンフレンド』でデビューする。同年の東京12チャンネル『純愛山河 愛と誠』への出演により知名度が特に上昇、以後、数々のドラマ・映画に出演。憂いを感じさせる表情と大人びた色気により愛憎のドラマを演じるのが上手であった。
玉川学園中学部・高等部から堀越高等学校へ転入し、1977年に同校を卒業。堀越高校の同級生には岡田奈々、森昌子、岩崎宏美らがいた。
時代劇では『草燃える』を皮切りに、ヒロイン役（もしくはそれに準じる役柄）で出演した（前3作は狂気を帯びた破滅的なキャラクターだった）。
1984年の『陽暉楼』で第7回日本アカデミー賞優秀主演女優賞、1989年の『華の乱』で第12回日本アカデミー賞優秀助演女優賞をそれぞれ受賞。この頃テレビドラマではほぼ主演を務め、女優として絶頂期を迎える。
1990年代からは2時間ドラマに主軸を移す。
2010年1月1日付けでオスカープロモーションへ移籍。デビュー40周年となる2014年に自叙伝『向き合う力』を出版。
2018年末にオスカープロモーションを退社、独立し、個人事務所「オフィス アップス」を設立。
私生活では、1985年に古美術商を営む10歳年上の一般男性と結婚。婚姻発表をしていなかった理由は「それ以前のマスコミによる嘘の交際報道により深く傷つき、マスコミ不信になっていたから」と後に告白。1女を出産した後、3年あまりの結婚生活を経て、離婚した。
2022年には8月に、ほぼ同時期に両親を亡くしたことを明かしている。
2024年3月、2年前にコロナウィルスに感染し九死に一生を得たことを初告白した。

## 人物・エピソード
- 趣味は古美術収集、ゴルフ、ガーデニング、海釣り[10]、スマートフォンのゲーム『Ingress』[17]。
- 映画『HOUSE』でヌードを披露している。当時の特集記事[要文献特定詳細情報]によると、「今迄のイメージを変えたかったから」と大林の要請を快諾したとの事。
- フジテレビ系列『森田一義アワー 笑っていいとも!』で「池上季実子ゲーム」という早口言葉コーナーがかつてあった。コーナー名の由来は、早口言葉のお題「赤巻紙 青巻紙 池上季実子」から。
- 1987年5月に旅番組の撮影で訪れたカナダで、乗車した観光馬車の馬が暴走し車に衝突する事故に遭遇し、馬車から激しく転落して全身を打撲した。現地の病院で異常なしとの診断を受け帰国したものの、事故の1年後に突然首が動かなくなる後遺症を発症し、首の骨などがずれたまま固まって神経を圧迫していると判明。以降長く痛みや足のむくみなどの症状に苦しみ、整体治療など3種類の治療を継続することとなった[11]。
- 梶原一騎との熱愛が噂されたこともあった[1]。梶原が池上との痴態写真を持っているとマスメディアが大きく報道したのは1980年秋だが[18]、梶原は1983年春に編集者に暴行を加えた事件で逮捕され、保釈中の1983年7月28日に『週刊平凡』の取材に対してスキャンダルを明確に否定している[18]。

## 出演

### 映画
- はだしの青春（1975年） - 映画デビュー作
- おれの行く道（1975年）
- 喜劇 百点満点（1976年） - 青木律子 役
- あにいもうと（1976年） - さん 役
- 恋の空中ぶらんこ（1976年） - 竹田久子 役
- HOUSE ハウス（1977年、東宝、監督：大林宣彦） - オシャレ 役
- 冬の華（1978年、東映、監督：降旗康男） - 松岡洋子 役
- 日蓮（1979年） - 弥三郎の娘・なみ 役
- 太陽を盗んだ男（1979年） - 沢井零子（ゼロ） 役
- 陽暉楼（1983年、東映、監督：五社英雄、原作：宮尾登美子） - 太田房子（桃若） 役
- 化粧（1984年）
- 危険な女たち（1985年） - 藤井冴子 役
- 華の乱（1988年） - 波多野秋子 役
- 江戸城大乱（1991年） - お栄 役
- 子連れ狼 その小さき手に（1993年） - 千鶴 役
- 首領を殺った男（1994年） - 朱美 役
- 極道の妻たち リベンジ（2000年） - 内藤敦子 役
- 苦い蜜（2010年）
- ミックス。（2017年）
- 狼 ラストスタントマン（2022年） - 夏目瞳 役
- 風の奏の君へ（2024年） - 初枝 役[19]

### テレビドラマ
1970年代
- 少年ドラマシリーズ（NHK総合）
  - まぼろしのペンフレンド（1974年、デビュー作）
  - いつわりの微笑（1976年） - 原美佐緒 役
  - 安寿と厨子王（1976年） - 安寿 役
- 銀河テレビ小説・灯のうるむ頃（1974年、NHK総合）
- 愛と誠（1974年、12CH） - 早乙女愛 役
- 新・七人の刑事 月光仮面（1975年、TBS）
- 江戸の旋風シリーズ（フジテレビ）
  - 江戸の旋風 第11話「無実の花」（1975年）
  - 江戸の旋風II 第26話「花盗人」（1976年）
- 家庭の秘密（1975年、TBS） - 養女・奈津子 役
- ひまわりの詩（1975年 - 1976年、日本テレビ）
- 大河ドラマ（NHK総合）
  - 元禄太平記（1975年） - お美乃 役
  - 草燃える（1979年） - 大姫 役
- 契りきぬ（1976年、NET）
- 嫁だいこん（1976年、フジテレビ） - 十文字みちる 役
- 刑事くん 第5部 第19話「水玉色の恋」（1976年、TBS）
- 刑事物語・星空に撃て!（1976年 - 1977年、フジテレビ）
- 三男三女婿一匹 第1シリーズ（1976年 - 1977年、TBS） - 桂君子 役
- 七丁目の街角で、家出娘と下駄バキ野郎の奇妙な恋が芽生えた（1976年、日本テレビ グランド劇場）
- 東芝日曜劇場（TBS）
  - バースディ・カード（1977年、HBC）
  - この夫婦（1978年）
- 今日だけは（1977年） - 梢 役
- 晴れのち晴れ（1977年 - 1978年） - 深作乙女 役
- 銭形平次（フジテレビ）
  - 第603話「投げ銭を拾った娘」（1977年） - おいと 役
  - 第638話「なみだ橋」（1978年） - お加代 役
- おとこ同志おんな同志（1978年、グランド劇場） - 桐小路陽子 役
- 火の航跡（1978年、フジテレビ）
- 雲を翔びこせ（1978年、TBS） - 渋沢千代 役
- 亭主の家出（1978年 - 1979年、テレビ朝日）
- 破れ新九郎（1978年 - 1979年、テレビ朝日） - 竹之助 役
- 熱中時代（1978年 - 1979年、日本テレビ） - 北野青空 役
- 不毛地帯（1979年、毎日放送制作TBS系列） - 壱岐直子 役
- 七人の刑事 第3シーズン第47話「犯罪の香り」（1979年、TBS）
- 雲霧仁左衛門（1979年、フジテレビ系列） - 白糸のおみつ 役
- 渓流釣り殺人事件　殺意の三面峡谷（1979年、テレビ朝日 土曜ワイド劇場） - 上條アキ 役
- 聖女房（1979年、よみうりテレビ制作日本テレビ系列）
- 怒れ兄弟!（1979年、よみうりテレビ系列）
- あめりか物語（1979年、NHK総合）
- 迷探偵コンビは死なず! 幽霊湖の花嫁（1979年、テレビ朝日 土曜ワイド劇場）

1980年
- 突然の明日（TBS） - 和子 役
- 愛の装飾（毎日放送制作TBS系列）
- なぜか初恋・南風（TBS）
- 想思樹の歌（TBS 東芝日曜劇場） - 新城郁代 役
- 曠野のアリア（TBS） - 東海林静 役
- 四季・奈津子（TBS） - 主演・奈津子 役
- ふるさとシリーズ「嫁っこは、いねが」（NHK総合 銀河テレビ小説）
- 瀬戸内殺人海流 帰らない女（テレビ朝日 土曜ワイド劇場） - 沙絵 役

1981年
- 旅がらす事件帖 第21話「寒い国の死刑台」（関西テレビ） - 雪乃 役
- 和宮様御留（フジテレビ） - 宇多絵 役
- 加山雄三のブラック・ジャック 第1話「かりそめの愛を」（テレビ朝日）
- 蛇蝎のごとく（NHK総合、土曜ドラマ） - 古田塩子 役
- 大河ドラマ おんな太閤記（NHK総合） - 茶々→淀殿 役
- 思えば遠くへ来たもんだ（TBS） - 高橋百合子 役
- 家元連続殺人事件 まぼろしの花（テレビ朝日 土曜ワイド劇場） - 主演
- デートの裏で殺人が…うりふたつの女（テレビ朝日 土曜ワイド劇場） - 主演
- 土曜日曜月曜（TBS）
- ぼくの妹に その8（TBS 東芝日曜劇場）
- ひまわりの歌 第7話「美しい高校教師のすごい告白!」（TBS）
- 一本足の華燭（よみうりテレビ 木曜ゴールデンドラマ） - 主演
- 忍びの忠臣蔵（フジテレビ 時代劇スペシャル）
- きりぎりす（関西テレビ） - 小坂風子 役

1982年
- 恋人交換殺人事件（テレビ朝日 土曜ワイド劇場） - 主演
- 立花登 青春手控え 第2話「女牢」（NHK総合）
- 愛の言葉（TBS 東芝日曜劇場）
- 天まであがれ!第1シリーズ（日本テレビ グランド劇場） - 風上京子 役
- ある日突然恋だった（TBS） - 白鳥茜 役
- 源九郎旅日記 葵の暴れん坊（テレビ朝日） - 弥々姫 役
- 過去のない女たち（TBS）主役
- 松本清張の脊梁（日本テレビ 火曜サスペンス劇場） - 主演・川田とも子 役
- 奥多摩殺人渓谷（テレビ朝日 土曜ワイド劇場）

1983年
- 海にかける虹〜山本五十六と日本海軍（テレビ東京） - 佐世保の芸妓・小太郎（鶴島正子） 役
- 大河ドラマ 徳川家康（NHK総合） - 瀬名 役
- 襲われて 私を救った青年が殺人者!?（日本テレビ 火曜サスペンス劇場） - 主演
- 未知なる叛乱（TBS）
- 虹へ、アヴァンチュール（テレビ朝日）

1984年
- 京都・北陸殺人紀行（TBS ザ・サスペンス） - 主演
- NHK新大型時代劇 宮本武蔵（NHK総合） - 朱美 役
- 姉は二度死んだ（日本テレビ 火曜サスペンス劇場） - 主演
- 鬼龍院花子の生涯（TBS） - 主演
- 夏樹静子の足の裏（フジテレビ 金曜女のドラマスペシャル） - 主演

1985年
- 影の軍団IV（関西テレビ） - さつき 役
- 二重生活（フジテレビ 金曜女のドラマスペシャル） - 主演

1986年
- 見返り美人を消せ（フジテレビ 金曜女のドラマスペシャル） - 主演
- 松本清張サスペンス 隠花の飾り「百円硬貨」（関西テレビ） - 主演
- 男女7人夏物語（TBS） - 浅倉千明 役
- 死を運んだ宅配便（日本テレビ 火曜サスペンス劇場） - 主演
- 夫を殺された二人の女（日本テレビ 火曜サスペンス劇場・5周年記念作品） - 主演
- 山村美紗サスペンス 矢村麻沙子シリーズ「ガラスの棺」（フジテレビ） - 主演
- 年末時代劇スペシャル「白虎隊」（日本テレビ) - 神保雪子 役

1987年
- 指輪（TBS 東芝日曜劇場 第1569回） - 主演
- 女の願い（TBS 水曜ドラマスペシャル） - 主演
- 男たちによろしく（TBS） - 諸橋美千子 役
- 美しい共犯者 三重逆転 「スナップ写真の女は…」（土曜ワイド劇場） - 主演
- ラジオびんびん物語（フジテレビ） - 制作部プロデューサー 役

1988年
- TBS大型時代劇スペシャル・「徳川家康」（TBS） - 淀殿 役
- 大河ドラマ 武田信玄（NHK総合） - 恵理 役
- 季節はずれの海岸物語（1）「涙のSeaside Cafe Terrace」（フジテレビ） - スペシャルゲスト
- SPびんびん物語（フジテレビ）
- 完全犯罪の使者（関西テレビ） - 主演
- 愛人マンションII（TBS ドラマ23） - 主演
- 小児病棟に散った奇蹟のおんな先生（テレビ朝日 火曜スーパーワイド） - 主演
- 幸福な朝食（日本テレビ 火曜サスペンス劇場） - 友情出演

1989年
- 年末時代劇スペシャル「奇兵隊」（日本テレビ） - 幾松 役
- 過ぎし日のセレナーデ（フジテレビ） - 森下真実 役
- 恋人の歌がきこえる（日本テレビ 土曜グランド劇場）
- 名奉行遠山の金さん（2） - （6）（テレビ朝日） - お紺 役（1996年まで）
- 出産お入門（テレビ朝日 火曜スーパーワイド） - 主演
- 冬の旅 女ひとり（TBS 土曜ドラマスペシャル） - 主演
- 東京タウン誌殺人情報（フジテレビ 男と女のミステリー） - 主演

1990年
- 白い巨塔（テレビ朝日） - 花森ケイ子 役
- 明日を待つ女 時効まであと5日…（日本テレビ 火曜サスペンス劇場） - 主演
- 松本清張スペシャル 危険な斜面 愛と欲望にうごめく男と女（日本テレビ 火曜サスペンス劇場） - 主演・野関利江 役
- イノセンス 無邪気な女（フジテレビ 男と女のミステリー） - 主演

1991年
- TBS大型時代劇スペシャル「武田信玄」（TBS） - 定恵院 役
- 女医の殺人（日本テレビ 火曜サスペンス劇場） - 主演
- 当世お墓事情（TBS 東芝日曜劇場 第1777回） - 主演
- 松本清張作家活動40周年企画 「波の塔」（フジテレビ 金曜ドラマシアター） - 主演・結城頼子 役
- 下町女の事件簿 浅草雷門殺人事件（フジテレビ 金曜ドラマシアター、9月20日） - 主演
- 社葬 女たちの野望（フジテレビ 金曜ドラマシアター）

1992年
- ジュニア・愛の関係（フジテレビ） - 藤ノ瀬季衣 役
- 年末時代劇スペシャル「風林火山」（日本テレビ） - 三条夫人役
- 救急指定病院（1） - （10）（日本テレビ 火曜サスペンス劇場） - 主演（1999年まで）
- 主婦たちのざけんなヨIII「学問ノススメ」（フジテレビ 金曜ドラマシアター） - 主演・朝倉静枝 役
- おんな秘密調査員立花江梨子（テレビ朝日 土曜ワイド劇場） - 主演
- 月曜ドラマスペシャル 「恋文」（TBS、12月7日） - 主演・間瀬惇子検事 役

1993年
- 松本清張スペシャル「鉢植を買う女」（テレビ朝日 土曜ワイド劇場） - 主演・上浜楢江 役
- 新幹線物語'93夏（TBS） - 中原景子 役
- デザートはあなた（毎日放送） - 高橋ミエ 役
- 乾いて候 母は生きていた!?その背後に潜む陰謀を田村三兄弟が斬る!!（フジテレビ） - おえん 役
- 特選!黒のサスペンス「夢の余白」（関西テレビ） - 主演

1994年
- 12時間超ワイドドラマ「大忠臣蔵」（テレビ東京） - ほり 役
- 十津川警部シリーズ・函館駅殺人事件（TBS 月曜ドラマスペシャル） - 池内宏子 役
- HOTELスペシャル'94春〜姉さん異常です!!結婚しない女で満室!?（TBS） - 亜里沙 役

1995年
- 罠の女（テレビ朝日 土曜ワイド劇場）主演
- 夏樹静子旅情サスペンス「殺意の証明」（TBS 月曜ドラマスペシャル） - 主演・佐伯圭子 役
- とおりゃんせ〜深川人情澪通り（NHK総合） - お捨 役
- 雲霧仁左衛門（フジテレビ） - 七化けのお千代 役
- 風の刑事・東京発! 第1話（テレビ朝日）

1996年
- 快刀!夢一座七変化（テレビ朝日） - 雪村揚羽
- 忠臣蔵（フジテレビ） - 浮橋大夫 役
- 京の刺客（北大路欣也時代劇スペシャル、テレビ朝日） - お糸 役
- 車椅子の弁護士・水島威（1） - （10）（テレビ朝日 土曜ワイド劇場） - 検事・高井みゆき 役（2004年まで）
- ダイヤモンドの罠（テレビ朝日 土曜ワイド劇場） - 主演

1997年
- 元日特別企画「竜馬がゆく」（TBS） - お登勢
- 「化粧の裏側」（TBS 月曜ドラマスペシャル） - 主演

1998年
- 女王蜂（フジテレビ 金曜エンタテイメント） - 神尾秀子
- 女医花橋澪子の事件カルテ（テレビ朝日 土曜ワイド劇場） - 主演

1999年
- 十津川警部シリーズ・寝台急行銀河殺人事件（TBS 月曜ドラマスペシャル） - 三浦理恵警部 役

2000年
- ミステリー作家桜田桃子の冒険（1）（TBS 月曜ドラマスペシャル） - 主演・桜田桃子 役

2001年
- はぐれ刑事純情派（テレビ朝日 / 東映）第14シリーズ・スペシャル - 竹内久子 役
- 水曜ミステリー9山村美紗サスペンス「不倫調査員・片山由美」シリーズ（2001年 - ） - 主演
- 火曜サスペンス劇場 監察医・室生亜季子（30）『震える顔』（10月）

2002年
- 京都迷宮案内（4） 第3話（テレビ朝日）
- 探偵 左文字進（5） 三人目の女（2002年、TBS） - 明菜 役
- ミステリー作家桜田桃子の冒険（2）（TBS 月曜ドラマスペシャル） - 主演
- 罠の二重誘拐（テレビ朝日 土曜ワイド劇場） - 主演
- 月曜ミステリー劇場「湯の町コンサルタント」シリーズ（2002年-、TBS） - 松城陽子 役

2003年
- 忠臣蔵〜決断の時（テレビ東京） - なみ 役
- 西村京太郎トラベルミステリー オリエント急行殺人事件（テレビ朝日 土曜ワイド劇場） - 結城彩子 役
- はぐれ刑事純情派（テレビ朝日 / 東映） 第16シリーズ 第14話「1億円の悪女」 - 西山陽子 役
- こちら本池上署（TBS） - 美崎真琴 役
- 月曜ミステリー劇場「京舞妓殺人事件」シリーズ（2003年-、TBS） - 主演

2004年
- 女と愛とミステリー「48時間の恐怖・時計の針がナイフに変わるとき」（テレビ東京・BSジャパン） - 主演・笹森真知子 役
- 忠臣蔵 第5・6話（テレビ朝日） - 浮橋太夫 役
- こちら本池上署（TBS） - 美崎真琴 役
- 火曜サスペンス劇場 産婦人科医・南雲綾子3「対決」（2月3日、日本テレビ） - 藤沢清美 役

2005年
- はぐれ刑事純情派（テレビ朝日 / 東映）ファイナルスタートスペシャル - 奈津美 役
- 世直し順庵!人情剣（テレビ朝日） - およう 役
- 名奉行! 大岡越前 第1部 第7話（テレビ朝日） - お涼 役
- 火曜サスペンス劇場 弁護士・高林鮎子（4）『志摩の旅・みえ6号毒殺連鎖』（7月、日本テレビ） - 手塚貴子 役

2006年
- 水戸黄門 第36部 第11話「美人壷振り恋の償い -鳥取-」（TBS） - お葉 役
- 水曜ミステリー9 鉄道警察官・清村公三郎2（テレビ東京） - 水木日奈子 役
- 日曜スペシャル「光抱く友よ」（フジテレビ） - 勝美の母・知枝 役
- はぐれ刑事純情派「帰ってきた安浦刑事 殉職…さらば夏目刑事」（テレビ朝日） - 小池刑事 役

2007年
- 遠山の金さん 第5話 - お仙 役
- 新・はんなり菊太郎（2） 第2話
- 素浪人 月影兵庫（テレビ朝日） 最終話 - おしづ 役
- 火曜ドラマゴールド / 監察医・室生亜季子スペシャル（日本テレビ） 最後の解剖 - 宮本志保 役
- 輪違屋糸里〜女たちの新撰組〜（TBS） - おまさ（八木家） 役
- はぐれ刑事純情派（テレビ朝日 / 東映） 20周年スペシャル - 小池刑事 役
- 土曜ワイド劇場（テレビ朝日）「横浜海上警察」「超高層ホテルウーマンVS女ガードマン」

2008年
- 月曜ゴールデン「十津川警部シリーズ40 生命」（TBS） - 君原寿々子 役
- ドラマスペシャル 暴れん坊将軍（テレビ朝日） - 秋月薫 役

2009年
- 新春ワイド時代劇・寧々〜おんな太閤記（1月2日、テレビ東京） - 大蔵卿局 役
- 必殺仕事人2009 第10話「鬼の末路」（3月20日、朝日放送・テレビ朝日） - 小山内セツ 役
- ドラマW「第三のミス〜まず石を投げよ〜」（12月13日、WOWOW） - 福江珠美 役
- はぐれ刑事純情派（テレビ朝日 / 東映） 最終回スペシャル（12月26日、テレビ朝日 / 東映） - 小池瑤子 役

2010年
- おみやさん 第7シリーズ 第3話（5月6日、テレビ朝日） - 遠野郁子 役

2011年
- 土曜ワイド劇場 ヤメ検の女2（テレビ朝日） - 渡辺宗子 役 役
- 水戸黄門第43部 第2話「人情長屋で待つ女 -品川-」（7月11日、TBS） - おせん 役
- 土曜ワイド劇場 京都南署鑑識ファイル6（8月13日、テレビ朝日） - 一条貴和子 役

2012年
- 月曜ゴールデン ヤメ判 新堂謙介 殺しの事件簿2（1月23日、TBS） - 諸星美樹 役
- BS時代劇・陽だまりの樹（4月、NHK BSP） - おとね 役
- 土曜ワイド劇場 温泉若おかみの殺人推理24（8月11日、テレビ朝日） - 安藤慶子 役
- 金曜プレステージ 西村京太郎サスペンス 秋葉京介探偵事務所・狙われた男（9月14日、フジテレビ） - 大島文子 役
- 月曜ゴールデン 上条麗子の事件推理10（10月29日、TBS） - 浅倉由起子 役

2013年
- 水曜ミステリー9 捜査検事・近松茂道13（5月1日、テレビ東京） - 藤森明子 役

2014年
- 金曜プレステージ 更生人・土門恭介の再犯ファイル〜罪を犯した女たち〜（2月21日、フジテレビ） - 榊百合子 役
- 金曜プレステージ 山村美紗サスペンス 赤い霊柩車シリーズ33（4月18日、フジテレビ） - 戸羽万知子 役
- プレミアムドラマ・終の棲家（7月20日・27日、NHK BSP） - 藤木麗子 役

2015年
- プラチナエイジ（2015年、東海テレビ） - 主演・速水智恵子 役
- 科捜研の女 第15シリーズ（10月 - 2016年3月、テレビ朝日） - 落合佐妃子 役[20]

2017年
- 月曜名作劇場「十津川警部シリーズ」（2017年 - 、TBS） - 十津川直子 役

2019年
- 月曜名作劇場 「銭の捜査官 西カネ子2」（TBS） - 園田八千代 役

### 舞台
- 女系家族（1980年、芸術座）
- エドの舞踏会（1986年、宝塚劇場）
- 「おんな太閤記」より 旦那さま大事（1987年、明治座）橋田壽賀子／作　石井ふく子／演出
- おはん（1988年、帝国劇場）
- 刀化粧（1994年、新橋演舞場）
- 芍薬の歌（1996年、帝国劇場）
- 女坂（1997年、宝塚劇場）
- 新・時代屋の女房（1998年、名鉄ホール） - 初座長公演
- 隠れ菊（1999年、芸術座）
- 戒老録（2000年、芸術座）
- 遠山の金さん（2000年、明治座）
- 源氏物語（2000年、東京国際フォーラム）
- 幸福御礼（2001年、名鉄ホール）
- 素敵に生きよう女たち（2003年、名鉄ホール） - 座長公演
- とおりゃんせ（2004年、明治座、御園座）
- 大奥 月光院物語 愛しき人（2007年、御園座）
- 愛さずにはいられない（2008年、新宿コマ劇場）
- 大川わたり（2008年、明治座）
- コロッケ公演 愛さずにはいられない（2008年、新宿コマ劇場）
- 大川わたり（2009年10月）
- 25Magic（2022年12月、日本橋・三越劇場）三浦碧役[21]
- CHICACO 2024 Episode2（2024年、中目黒キンケロ・シアター 他）[22][23]
- 後鳥羽伝説殺人事件（2024年、渋谷区文化総合センター大和田 伝承ホール） - 浅見雪江[24][25]
- ALICE〜不思議の国のアリスより〜（2024年、きゅりあん 大ホール 他） - ハートの女王[26]
- G7（2025年、三越劇場）[27]

### バラエティー・教養番組
- あなたが選ぶ今週のベストワン（1976年、フジテレビ） - 司会[28]
- なるほど!ザ・ワールド（フジテレビ） - 出題リポーター
- 第33回NHK紅白歌合戦（1982年12月31日、NHK総合・ラジオ第1） - 審査員
- オールスター激突クイズ 当たってくだけろ!（TBS） - 高田純次とともに司会進行
- 企業の扉（2001年、フジテレビ） - 司会
- SMAP×SMAP（フジテレビ） - 「BISTRO SMAP」のゲストとして
- 中居正広のミになる図書館（テレビ朝日） - ゲストとして
- 釣りびと万歳（2017年11月26日、NHK BSP） - 東京湾イイダコ・池上季実子
- 虎ノ門市場（テレビ東京）

### ラジオ
- FMシアター　一万とふたつのため息（2011年8月20日、NHK-FM） - 文子 役[29]
- FMシアター　わたくし、今、恋をしております（2018年3月24日、NHK-FM）[30]
- 朗読 池上季実子が読む 山崎豊子「晴着」（2024年2月3日 - 2月24日、NHKラジオ第1）

### CM
- 堀川 かまぼこ（1970年代）
- 大森屋（1978年・1979年）
- カネボウ シルクレディ（1980年）
- ジュエリー マキ（1984年）
- ニッピ コラーゲンスキンケアクリーム（1989年）

## 音楽

### シングル
| 発売日           | 規格品番 | 面      | タイトル         | 作詞       | 作曲     | 編曲       |
| 東芝EMI          | 東芝EMI  | 東芝EMI | 東芝EMI          | 東芝EMI    | 東芝EMI  | 東芝EMI    |
| ---------------- | -------- | ------- | ---------------- | ---------- | -------- | ---------- |
| 1974年11月5日    | TP-20076 | A       | わたしの誠       | 梶原一騎   | 渡辺岳夫 | 松山祐士   |
| 1974年11月5日    | TP-20076 | B       | 純愛山河         | 梶原一騎   | 渡辺岳夫 | 松山祐士   |
| CBS・ソニー      |          |         |                  |            |          |            |
| 1975年7月21日    | SOLB-284 | A       | あなたなら       | 松本隆     | 川口真   | 川口真     |
| 1975年7月21日    | SOLB-284 | B       | やさしさ下さい   | 松本隆     | 川口真   | 萩田光雄   |
| 1976年5月21日    | 06SH-2   | A       | 夢ごこち         | 中里綴     | 川口真   | 馬飼野康二 |
| 1976年5月21日    | 06SH-2   | B       | お変りないですか | 中里綴     | 川口真   | 川口真     |
| ビクターレコード |          |         |                  |            |          |            |
| 1984年7月5日     | SV-7402  | A       | 流されて         | なかにし礼 | 筒美京平 | 奥慶一     |
| 1984年7月5日     | SV-7402  | B       | 幸福の階段       | なかにし礼 | 筒美京平 | 奥慶一     |

### アルバム

#### オムニバスアルバム
- 決定盤アイドル・ヒット・グラフィティ（1991年3月21日、CBS・ソニー、CSCL-1672-73） - 「あなたなら」収録。
- 〈ちょっとコレクション〉マイクを握った女優たち（1991年3月27日、EMIミュージックジャパン、TOTT-6011） - 「わたしの誠」収録。
- アーリーシリーズ、アーリー70´sフィーメイル・アイドル・コレクション Vol.2（1999年9月22日、Sony Records、SRCL-4015） - 「あなたなら」収録。
- アクトレス・ミラクルバイブル　夏目雅子・早乙女愛・池上季実子・真行寺君枝・古手川祐子（2008年、Ordermade Factory、DYCL-86） - CBS・ソニーより発売された2枚のシングルAB面両曲を収録。

## 書籍

### 写真集
- ささやいて愛（1980年10月、ワニブックス）
- 陽暉楼 対決写真 池上季実子・浅野温子 週刊プレイボーイ特別編集（1983年10月、集英社）
- Active（2004年11月、バウハウス）、ISBN 978-4-8946-1557-1

### 著書
- 『向き合う力』（2014年7月、講談社現代新書）ISBN 406288271X - 回想記

## 受賞歴
- エランドール賞 新人賞（1975年）
- 熊本映画祭 新人賞（1975年）
- 第7回日本アカデミー賞 優秀主演女優賞『陽暉楼』（1984年）
- 第12回日本アカデミー賞 優秀助演女優賞『華の乱』（1989年）[31]
- 日本ジュエリーベストドレッサー賞30代部門（1990年）
- 第1回E-ライン・ビューティフル大賞（1995年）
- ネイルクイーン2001 協会特別賞（2001年）